# Aron Ralston
 Der er for få eller ingen kildehenvisninger i denne artikel, hvilket er et problem. Du kan hjælpe ved at angive troværdige kilder til de påstande, som fremføres i artiklen.

Aron Lee Ralston (født 27. oktober 1975) er en amerikansk bjergbestiger, der blev kendt i maj 2003, da han kom ud for en klatreulykke i Utah, USA, hvor han selv måtte amputere sin egen højre hånd for at overleve. 
Ralston havde studeret maskinteknik (mechanical engineering) ved eliteuniversitetet Carnegie Mellon University og arbejdede for teknologiselskabet Intel.  Han fik i efteråret 2002 tilladelse til gennem vinteren at bestige alle fjeldtoppe i Colorado som er højere end 14.000 fod.
I april 2003, kom Ralston ud for en ulykke, og måtte amputere sin højre hånd med en sløv lommekniv for at overleve. En stenblok på 500 kilogram havde revet sig løs og klemt hans hånd fast. I seks dage befandt han sig nede i en snæver kløft (engelsk: canyon) med meget lidt vand og mad. Ralston har beskrevet sin historie i selvbiografien Et umuligt valg. 
I 2010 blev biografien filmatiseret under titlen 127 Hours.